# Nulvi
Nulvi (en sard, Nuivi) és un municipi italià, dins de la província de Sàsser. L'any 2007 tenia 3.007 habitants. Es troba a la regió d'Anglona. Limita amb els municipis de Chiaramonti, Laerru, Martis, Osilo, Ploaghe, Sedini i Tergu.

## Administració
| Període | Identitat       | Partit        |
| ------- | --------------- | ------------- |
| 2006-   | Roberto Luciano | Llista cívica |